# Brasil Afri
| Críticas profissionais | Críticas profissionais |
| Avaliações da crítica  | Avaliações da crítica  |
| Fonte                  | Avaliação              |
| ---------------------- | ---------------------- |
| All Music              | [ 1 ]                  |

Brasil Afri é o décimo terceiro e último álbum de estúdio do cantor, compositor e instrumentista brasileiro Taiguara, lançado no Brasil no ano de 1994. É o único álbum de Taiguara a ser lançado direto no formato de compact-disc, sem o lançamento do formato de long play. Dois anos após o lançamento deste álbum, Taiguara faleceria em São Paulo, devido a complicações de um câncer de bexiga.
É neste álbum, seu último, que finalmente é lançada de forma oficial a música O Cavaleiro da Esperança, música em homenagem ao comunista brasileiro Luiz Carlos Prestes, feita anos atrás e presente nas apresentações ao vivo de Taiguara. Taiguara também regrava um de seus primeiros sucessos, "Hoje".
Brasil Afri, gravado em Havana, conta com a participação especial do conjunto cubano Grupo Manguaré e da atriz e cantora Zezé Motta.

## Faixas
| Todas as canções escritas e compostas por Taiguara |                                            |         |  |
| N.º                                                | Título                                     | Duração |  |
| 1.                                                 | "Maria José"                               | 5:03    |  |
| 2.                                                 | "Samba do Amor"                            | 2:50    |  |
| 3.                                                 | "Quem"                                     | 2:39    |  |
| 4.                                                 | "Uvardente (Pétite Syrah)"                 | 3:02    |  |
| 5.                                                 | "Meu Amor, Santa Tereza"                   | 3:00    |  |
| 6.                                                 | "O Olhar"                                  | 4:00    |  |
| 7.                                                 | "O Cavaleiro da Esperança"                 | 2:57    |  |
| 8.                                                 | "Ana e a Lua"                              | 3:47    |  |
| 9.                                                 | "Donde"                                    | 2:34    |  |
| 10.                                                | "Menino da Silva"                          | 2:28    |  |
| 11.                                                | "A Norma" (Participação de Grupo Manguaré) | 2:43    |  |
| 12.                                                | "África Mãe" (Participação de Zezé Motta)  | 1:50    |  |
| 13.                                                | "Hoje"                                     | 3:57    |  |
| 14.                                                | "Pr'a ser Brasileira"                      | 4:31    |  |

## Ficha técnica

### Músicos
- Taiguara - composição, voz, piano acústico, marimba, órgão e arranjos
- Paulinho Trompete - produção musical, arranjos, trumpete e flugelhorn
- Macaé - sax-tenor, sax-soprano, arranjos e orquestração
- Luiz Alvez - contrabaixo acústico
- Robertinho Silva - pandeiro e bateria nas faixas 1,2,4,5,12 e 13
- Ivan Conti (mamão) - bateria nas faixas 3, 6-11 e 14
- Raphael Rabello - violão de sete cordas na faixa 10
- Ubirajara Silva - bandoneon
- Nivaldo Ornelas - flauta em sol e flauta em dó
- Joelson Lima - cavaquinho e violão
- Cristina Braga - harpa
- Laudir de Oliveira - surdo, tamborim, agogô, "ovinho", cuíca, carrilhão, caveira de burro, congas e triângulo
- Beto Lopez - congas, bongô, claves, quinto, efeitos e direção rítmica na faixa 9
- João Carlos - berimbau
- Silvinho - pandeiro na faixa 10
- Pirulito - repinique (repique)
- Ovídio Brito - cuíca
- Raul de Souza, Paulinho Trompete, Joelson Lima e Taiguara - coro na faixa 14

### Participação especial
- Raul de Souza - trombone e arranjos
- Zezé Motta - Vocal na faixa 12
- Grupo Manguaré - faixa 11